# Такуарі (футбольний клуб)
Футбольний клуб «Такуарі» (ісп. Tacuary Football Club) — професійний парагвайський футбольний клуб із міста Асунсьйон. Клуб грає в Дивізіоні Інтермедіа, другому дивізіоні парагвайського футболу, після вибуття з Прімера Дивізіону за підсумками сезону 2024 року. «Такуарі» був заснований у 1923 році, та грає свої домашні матчі на стадіоні «Естадіо Торібіо Варгас» місткістю 3 тисячі глядачів. За свою історію клуб двічі грав у Кубку Лібертадорес та тричі в Південноамериканському кубку.